# Renzo Marangon
Renzo Marangon (Porto Tolle, 29 luglio 1955) è un politico italiano.

## Biografia
Iscritto alla Democrazia Cristiana dal 1974, è segretario provinciale e regionale del movimento giovanile, e per molti anni consigliere comunale a Rovigo, ricoprendo più volte anche la carica di assessore.
Nel 1993 è eletto sindaco della città, in sostituzione di Lorenzo Liviero, ma rassegna le dimissioni nel mese di novembre quando subentra al Consiglio regionale del Veneto al posto di Giulio Veronese. Dal 1995 è capogruppo dei Cristiani Democratici Uniti, per poi passare a Forza Italia nel 1998. Rieletto al consiglio regionale nel 2000, ricopre l'incarico di capogruppo di Forza Italia per tutta la legislatura.
Si candida alle provinciali del 2004 per la carica di presidente della Provincia di Rovigo, ma ottiene il 37,26% dei voti contro il 50,48% del presidente uscente Federico Saccardin del centro-sinistra; siede comunque nel consiglio provinciale fino al termine della legislatura nel giugno 2009.
Alle regionali del 2005 è di nuovo eletto consigliere ed entra nella giunta di Giancarlo Galan in qualità di assessore regionale all'urbanistica e alle politiche per il territorio. Nuovamente candidato alle regionali del 2010 con Il Popolo della Libertà, è il primo dei non eletti, e riesce comunque a entrare brevemente in consiglio a partire dal 2014, in sostituzione di Maria Luisa Coppola.